# Jàbal al-Akhdar

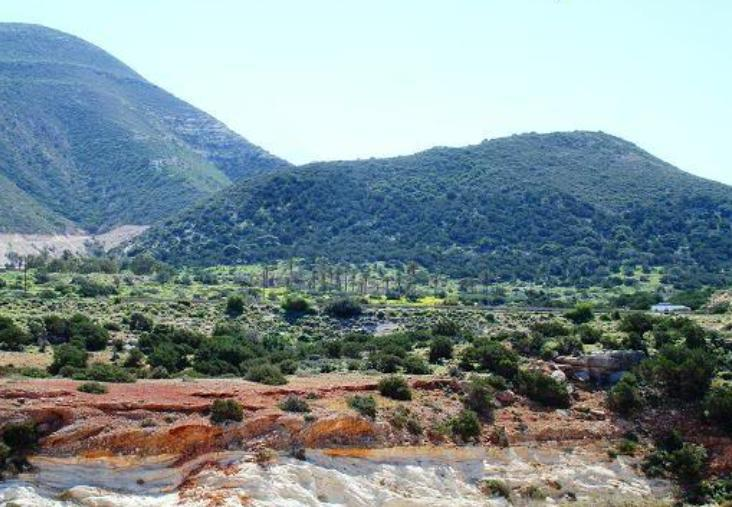
Jebel Akhdar

Jàbal al-Akhdar (àrab: الجبل الأخضر, al-Jabal al-Aẖḍar, ‘la Muntanya Verda’) és una zona de muntanya fèrtil i densament boscosa al nord-est de Líbia. S'estén per les xabiyyes o districtes de Derna, Al Jabal al Akhdar i Marj.

## Geografia
El Jàbal al-Akhdar consisteix en un altiplà muntanyós que s'eleva a una altitud de 900 metres, tallat per diverses valls i wadis. Forma la part nord-oest de la península que s'enclava al nord al mar Mediterrani, amb el golf de Sirte a l'oest i la conca llevantina a l'est. Va des de Bengazi cap a l'est fins a l'est de Derna, davant de la costa durant uns 330 quilòmetres. A causa de l'erosió i la deposició, l'altiplà es troba de vegades fins a 16 quilòmetres de la costa, però forma penya-segats als caps. L'elevació i l'arc final de l'altiplà es van completar al Miocè.
La regió és una de les poques zones boscoses de Líbia, que en conjunt és un dels països menys boscosos de la Terra. És la part més humida de Líbia, rebent uns 600 mil·límetres de precipitació anualment. L'elevada precipitació contribueix als grans boscos de la zona, que contenen arbocer, i permet una agricultura rica en fruites, patates i cereals. Camells, xais i cabres pasturen pels voltants. Els pastors solen ser nòmades.